# Esperándote (canción)
«Esperándote» es una canción del cantante colombiano Manuel Turizo lanzada en 2017.

## Antecedentes
«Esperándote» fue escrita por Juan Diego Medina, Manuel Turizo, Julián Turizo, Santiago Mesa, Carlos Cossio, Christian Mesa y su productor KZO.

## Desempeño comercial
En Colombia, «Esperándote» alcanzó el puesto número siete.
En México, la canción alcanzó el puesto 17.
En España, la canción alcanzó el puesto 43.
En Estados Unidos, la canción alcanzó el puesto 39 en Hot Latin Songs, el número 21 en Latin Airplay y el número trece en Latin Pop Airplay.
«Esperándote» fue certificado Platino × 4 por la Asociación Mexicana de Productores de Fonogramas y Videogramas (AMPROFON), oro por Productores de Música de España (PROMUSICAE) y doble platino por Recording Industry Association of America (RIAA).

## Posicionamiento en listas
| Lista (2017-2018)                        | Mejor posición |
| ---------------------------------------- | -------------- |
| Colombia (National Report)               | 7              |
| México (Mexico Airplay)                  | 17             |
| España (PROMUSICAE)                      | 43             |
| EE. UU. Hot Latin Songs (Billboard)      | 39             |
| EE. UU. Latin Airplay (Billboard)        | 21             |
| EE. UU. Latin Rhythm Airplay (Billboard) | 13             |

## Certificaciones
| Región         | Organismo certificador | Certificación        | Ventas  | Ref.  |
| -------------- | ---------------------- | -------------------- | ------- | ----- |
| México         | AMPROFON               | Platino × 4          | 240,000 | [ 5 ] |
| Estados Unidos | RIAA                   | Platino × 2 (Latino) | 120,000 | [ 6 ] |